# Смирнов, Евгений Сергеевич
Евгений Сергеевич Смирнов (24 сентября 1898, Москва — 27 апреля 1977) — советский энтомолог, зоолог-энциклопедист, доктор биологических наук (1935), профессор МГУ (1935), создатель крупной московской энтомологической школы, среди его учеников такие известные учёные как профессора Г. А. Викторов, Г. А. Мазохин-Поршняков, Ю. А. Захваткин, Н. А. Тамарина и др. Почётный член Всесоюзного (Русского) энтомологического общества.

## Биография
Родился 12 (24) сентября 1898 в Москве (по другим данным — в Санкт-Петербурге).
В 1920 году окончил Московский государственный университет.
С 1920 по 1940 годы работал в Зоомузее МГУ.
В 1930—1945 годах организовал и заведовал лабораторией по изучению синантропных мух в Институте малярии, медицинской паразитологии и гельминтологии (ныне — Институт медицинской паразитологии и тропической медицины им. Е. И. Марциновского в составе Первого МГМУ). С 1940 по 1972 год заведовал кафедрой энтомологии Биологического факультета МГУ, с 1972 — профессор-консультант. Доктор биологических наук (1935). Крупный таксономист, специалист по двукрылым насекомым (Diptera).
В МГУ читал курсы «Общая энтомология», «Экология насекомых», «Медицинская энтомология».
Был знаком с поэтом Осип Эмильевичем Мандельштамом через своего друга и коллегу биолога Бориса Кузина. Мандельштам писал в «Путешествии в Армению»:

«Какой Бах, какой Моцарт варьирует тему листа настурции? Наконец вспыхнула фраза: „Мировая скорость стручка лопающейся настурции“. Кому не знакома зависть к шахматным игрокам? Вы чувствуете в комнате своеобразное поле отчуждения, струящее враждебный к неучастникам холодок.
А ведь эти персидские коники из слоновой кости погружены в раствор силы. С ними происходит то же, что с настурцией московского биолога Е. С. Смирнова и с эмбриональным полем профессора Гурвича»
Умер 27 апреля 1977 года. Похоронен на Донском кладбище.

## Взгляды
Смирнов был сторонником ламаркизма, критиковал систематику, основывающуюся на филогенетических схемах (классификация организмов по принципу общности родства).

## Семья
- Жена — Милица Сергеевна Владимирова (в некоторых источниках Смирнова) (1902—1992), энтомолог, сотрудница Городской антималярийной станции, первым браком за В. Л. Левиным (1903—1938), младшим сыном доктора Л. Г. Левина, фигуранта 3-го Московского процесса[7]. 29 апреля 1945 году арестована по обвинению в антисоветской агитации и клевете на советскую печать[8], по словам Ю. А. Завадского «за неосторожные разговоры об облигациях»[9]. 30 июня 1945 года ОСО при НКВД СССР по статье 58-10 ч. 2 приговорило её к 5 годам ИТЛ. По сведениям А. М. Гилярова, Е. С. Смирнов, будучи заведующим кафедрой, посещал её в лагере. Реабилитирована 24 июня 1957 года[8]. Брак с Е. С. Смирновым был бездетным[9].

## Награды
- Орден Ленина (1953)[10]
- Медаль «За доблестный труд в Великой Отечественной войне 1941—1945 гг.»[10]
- Медаль «В память 850-летия Москвы»[10]

## Основные труды
- «Очерки по теории эволюции» (1924; Смирнов Е. С., Вермель Ю. М., Кузин Б. С). М. «Красная новь» 203с.;
- «Животное и среда» (1927);
- «Проблема наследования приобретенных признаков. Критический обзор литературы» (1927);
- «Таксономический анализ» (1969). М.: Издательство МГУ, 188с.;
- Определитель насекомых европейской части СССР. Т. V. Двукрылые, Блохи. Вторая часть / под общ. ред. Г. Я. Бей-Биенко. — Л.: Наука, 1970. — С. 399-400. — 943 с. — (Определители по фауне СССР, издаваемые Зоологическим институтом АН СССР; вып. 103). — 5000 экз.«Определитель насекомых Европейской части СССР в пяти томах. Т.5. Двукрылые, блохи. Ч.2» (1970; раздел в книге, посвящённый семейству злаковые мухи).

## Диссертации, выполненные под руководством Е. С. Смирнова
Под руководством Евгения Сергеевича Смирнова выполнено 30 кандидатских диссертаций.
- Айзенберг, Евгений Евсеевич (1954)
- Алексеев Владимир Николаевич (1981)
- Братко, Андрей И. (1959)
- Буланова-Захваткина, Елизавета Михайловна (1957)
- Викторов, Георгий Александрович (1954)
- Грицай, Оксана Богдановна (1978)
- Дремова, Вера Павтовна (1952)
- Жантиев, Рустем Давлетович (1965)
- Жужиков, Дмитрий Павлович (1963)
- Захваткин, Юрий Алексеевич (1966)
- Зацаринина (Фарафонова), Генелина Викторовна (1972)
- Казякина, Вера Ивановна (1974)
- Келейникова, Светлана Иннокентьевна (1969)
- Ковалёв, Владимир Григорьевич (1969)
- Кривошеина, Нина Павловна (1956)
- Лю Шу-Сэнь[кит.] (1962)
- Мазохин-Поршняков, Георгий Александрович (1952)
- Нарчук, Эмилия Петровна (1955)
- Одинцов, Владимир Степанович (1961)
- Панфилов Дмитрий Викторович (1952)
- Пичка, Валентина Евгеньевна (1967)
- Синицина, Елена Евгеньевна (1971)
- Тамарина Нина Александровна (1952)
- Тоскина, Ирина Николаевна (1975)
- Федосеева, Лидия Ивановна (1956)
- Филиппова, Наталия Александровна (1955)
- Циба, Иван Фёдорович (1979)
- Чернышев, Владимир Борисович (1962)
- Шаталкин, Анатолий Иванович (1973)
- Шилова, Алевтина Ивановна (1953)
- Юдин, Александр Николаевич (1987)